# Степы
Степы (бел. Сцяпы) — деревня в Щедринском сельсовете Жлобинского района Гомельской области Белоруссии.

## География
В 42 км на запад от Жлобина, 12 км от железнодорожной станции Красный Берег (на линии Жлобин — Бобруйск), 125 км от Гомеля.

## История
По письменным источникам известна с XVI века как деревня в Бобруйской волости Речицкого повета Минского воеводства Великого княжества Литовского. Первое упоминание о деревне относится к 1526 году, шляхтичская собственность. С 1769 года действовала Свято-Троицкая церковь.
После 2-го раздела Речи Посполитой (1793 год) в составе Российской империи. В 1856 году в наёмном доме открыта школа, а в 1924 году для неё построено здание. В 1871 году вместо обветшавшего построено новое деревянное здание церкви. В 1879 году 941 десятина земли в Степах принадлежала жене полковника Марии Ивановне Малашицкой. Центр Степовской волости (до 17 июля 1924 года), в состав которой в 1885 году входили 18 поселений с 399 дворами. Согласно переписи 1897 года в селе находились народное училище, хлебозапасный магазин, постоялый дом. Рядом был одноименный фольварк, хозяин которого владел 196 десятинами земли.
В 1925 году село Степск, хутор Степы, посёлок Новые Степы, водяная мельница, школа. С 20 августа 1924 года до 16 июля 1954 года и с 18 января 1965 года до декабря 1993 года центр Степовского сельсовета Паричского района Бобруйского (до 26 июля 1930 года) округа, с 20 февраля 1938 года Полесской, с 20 сентября 1944 года Бобруйской, с 8 января 1954 года Гомельской области. Действовали сельскохозяйственные товарищества, а в 1929 году организован колхоз «Новая жизнь», работала кузница. Во время Великой Отечественной войны оккупанты создали здесь свой опорный пункт, разгромленный партизанами в 1943 году. Каратели частично сожгли деревню. На фронтах и в партизанской борьбе погибли 122 жителя из деревень Степовского сельсовета, в память о них в 1974 году в центре деревни установлены 2 стелы и мемориальная стена. Согласно переписи 1959 года центр колхоза «Прогресс». Работают средняя школа, Дом культуры, библиотека, фельдшерско-акушерский пункт, детский сад, отделение связи, 2 магазина.

## Население

### Численность
- 2004 год — 140 хозяйств, 403 жителя.
- 2009 год — 379 жителей.

### Динамика
- 1897 год — 42 двора, 269 жителей (согласно переписи).
- 1925 год — село Степск 81 двор, хутор Степы 5 дворов, посёлок Новые Степы 8 дворов.
- 1940 год — 360 жителей.
- 1959 год — 365 жителей (согласно переписи).
- 2004 год — 140 хозяйств, 403 жителя.
- 2009 год — 379 жителей.

## Транспортная сеть
Транспортные связи по просёлочной, а затем автомобильной дороге Бобруйск — Гомель. Планировка состоит из трёх прямолинейных, широтных улиц. Застройка деревянная, усадебного типа.

## Культура
- Дом культуры

## Достопримечательность
- Памятник С. П. Анищенко

## Известные уроженцы
- С. П. Анищенко — Герой Советского Союза (его имя носит деревенская улица и школа в деревне Щедрин, где он учился).